# Bornholm (Hoofddorp)
Bornholm is een wijk in Hoofddorp. De naam is ontleend aan de rentenierswoning Bornholm aan de IJweg die weer vernoemd is naar het Deense eiland. In de wijk verwijzen alle straatnamen naar Denemarken, zo eindigen veel straatnamen op -holm, wat zoiets betekent als klein eiland. Ook drie van de vier scholen in de wijk hebben een Deense naam: Bikube (Bijenkorf), Vesterhavet (Noordzee) en Klippeholm (Klippen- of Rotseiland).
Midden in de wijk, parallel aan de Van Heuven Goedhartlaan, ligt een halte aan de Zuidtangent-busbaan, eveneens Bornholm genaamd. In de wijk is ook een wijkwinkelcentrum, het Skagerhof, met onder andere twee supermarkten, een slager, bakker, pinautomaten en een snackbar.